# 白俄羅斯總統府
白俄羅斯共和國總統府（俄语：Администрация Президента Республики Беларусь），是白俄羅斯總統監督執行的國家行政機關。